# アンドレーアス・ヨハンソン
アンドレーアス・ヨーハンソン（スウェーデン語: Andreas Johansson, 1978年7月5日 - ）は、スウェーデン・ヴェンネシュボリ出身の元同国代表サッカー選手。現役時代のポジションはミッドフィルダー。

## 経歴
メッレルードIFで選手経歴をスタートさせ、16歳のときディヴィション2（当時の3部リーグに相当）でデビューした。2000年にユールゴーデンIFに移籍すると、リーグ優勝3回 (2002, 2003) 、カップ優勝2回 (2002, 2004) に貢献し、彼自身も4シーズンで124試合に出場し45得点を挙げた。
2005年にイングランドのウィガン・アスレティックFCに移籍し、同年2月のストーク・シティFC戦でデビューしたが、専らガリー・ティールの控えだった。2007年7月にデンマークのオールボーBKに移籍。2007-08シーズンにリーグ戦31試合に出場し7得点をあげ、1999年シーズン以来となるリーグ優勝。UEFAチャンピオンズリーグ 2008-09では予選を突破しグループステージ進出に貢献した。また2009年7月からはキャプテンを務めていた。
2010年夏にオールボーBKとの契約が終了し、オーデンセBKへ移籍した。
スウェーデン代表としては、2002年8月のラトビア戦でデビュー。2003年にタイで行われたキングスカップの代表に選ばれるなど2004年までに12試合に出場したが、同年6月にポルトガルで行われたUEFA EURO 2004の代表メンバーからは落選した。